# Günter Gall (Museumsleiter)
Günter Gall (* 23. Juli 1924 in Berlin; † 9. Dezember 2008) war ein deutscher Kunsthistoriker. Er leitete das Deutsche Ledermuseum in Offenbach und verfasste Bücher zur Architekturgeschichte und zum Themenkomplex Leder.

## Leben
Der in Berlin geborene Sohn des Kunsthistorikers, Ministerialbeamten und späteren Direktors der Preußischen Verwaltung der Staatlichen Schlösser und Gärten Ernst Gall wuchs in Potsdam auf, wo er seine Reifeprüfung ablegte. Anschließend diente er in der Wehrmacht und geriet in Kriegsgefangenschaft. Nach seiner Entlassung 1945 nahm er ein Studium der Kunstgeschichte, Archäologie und Ur- und Frühgeschichte auf, das ihn zunächst nach Kiel, dann nach München führte. Er beendete das Studium 1951 und promovierte über die Baugeschichte des Regensburger Doms.
Seine Bewerbung auf eine Stellenausschreibung des Deutschen Schuhmuseums hatte Erfolg. Dessen Gründer und Direktor, Hugo Eberhardt, war selbst Architekt und machte den frischgebackenen Architekturhistoriker 1952 zu seinem Assistenten. Als Eberhardt 1959 starb, wurde er sein Nachfolger. 1960 betrieb er eine Erweiterung des Museums, 1981 folgte eine zweite. 1983 erhielt er das Verdienstkreuz 1. Klasse der Bundesrepublik Deutschland. 1989 wurde er pensioniert, stellte sich aber 1999 noch einmal für ein Jahr als kommissarischer Leiter zur Verfügung.
Seit den 1950er Jahren lieferte er Beiträge zur „Neuen Deutschen Biographie“ in den Bereichen Baukunst und Ledergewerbe und verfasste zahlreiche Aufsätze und Bücher zu seinen Spezialgebieten „Leder“ und „Domkirchen“. 1956 war er Mitbegründer des Offenbacher Rotary Clubs, in dem er nach der Pensionierung verstärkt engagiert war. Ferner gab er sein Fachwissen in Vorträgen weiter. Der Vater zweier Söhne verstarb in der ersten Dezemberhälfte 2008 im Alter von 84 Jahren.

## Schriften (Auswahl)
- Der Regensburger Dom. Studien zur Planung des gotischen Domes und zur Änderung während der Bauausführung. Dissertation München 1951.
- Dom St. Martin und St. Stephan zu Mainz (= Große Baudenkmäler. Heft 146). Deutscher Kunstverlag, München 1956.
- Leder im europäischen Kunsthandwerk. Ein Handbuch für Sammler und Liebhaber (= Bibliothek für Kunst- und Antiquitätenfreunde. Band 44). Klinkhardt & Biermann, Braunschweig 1965.
- Das Portemonnaie. Deutsches Ledermuseum, Offenbach 1970.
- Deutsches Ledermuseum. Kunsthandwerk, Volkskunde, Völkerkunde, Fachtechnik. Deutsches Ledermuseum, Offenbach 1967.
- mit Renate Wente-Lukas: Deutsches Ledermuseum, Deutsches Schuhmuseum Offenbach. Westermann, Braunschweig 1981.